# Elcon
Elcon A/S er en landsdækkende dansk el-installatørvirksomhed og et datterselskab til NRGi. De har bl.a. kompetencer indenfor automation, bygningsautomatik, industriteknik og sikring.
Virksomheden har hovedkvarter i Aarhus med 11 afdelinger i Danmark. Elcon har over 1.100 ansatte. Deres årsomsætning var i 2023 på 1,087 mia. danske kroner. Elcon blev grundlagt i det nordlige Aarhus i 1984.